# Betyla karamea
Betyla karamea är en stekelart som beskrevs av Naumann 1988. Betyla karamea ingår i släktet Betyla och familjen hyllhornsteklar. Inga underarter finns listade.